# Bergmann-Maschinengewehre
Die Hersteller der Bergmann-Maschinengewehre, die Handwaffenfabrik Theodor Bergmann, Abteilung Waffenbau in Suhl, gehörte zur Firma Bergmann Industriewerke GmbH.

## Modell 1901
Das erste Maschinengewehr aus dem Hause Bergmann war ein von dem Konstrukteur Louis Schmeisser entwickeltes gurtgespeistes und wassergekühltes MG, das die Bezeichnung Modell 1901 erhielt.
Die Waffe war ein Rückstoßlader, dessen Verschluss sich senkrecht in eine Laufverlängerung hob und deren dreibeiniges Gestell überwiegend aus Holz bestand. Es ist heute ebenso wenig bekannt, ob die Patronen aus einem starren oder flexiblen Gurt nach vorne ausgestoßen wurden, wie auch nicht feststeht, ob die Patronen nur durch die Schwerkraft (dies gilt allerdings als wahrscheinlich) oder durch mechanische Hilfe in den Lauf gelangten.

## Nachfolgemodell 1902
Das Modell 1902, das ein Jahr darauf erschien, war eine weit fortschrittlichere Waffe, deren Verschluss zwar unverändert blieb, an deren Bauweise es jedoch einige sehr markante Veränderungen gab. So wanderte nun der flexible Gurt von rechts nach links durch das Waffengehäuse, wobei die Zuführtakte von den Bewegungen des Verschlusses gesteuert wurden.
Der Gehäusedeckel war aufklappbar, um den Zuführmechanismus zugänglich zu machen. Der Munitionsgurt wurde als metallisch beschrieben, war aber kein Zerfallgurt. Der Munitionskasten stand auf dem Boden. Das Maschinengewehr war auf einer dreibeinigen Konstruktion aus Metallrohren mit den üblichen Mechanismen für Höhen- und Seiteneinrichtung gelagert.